# Communiqué
Communiqué ist das zweite Studioalbum der britischen Rockband Dire Straits. Es erschien 1979 und erreichte in Deutschland Platz eins der Charts. Der bekannteste Song des Albums ist Lady Writer, der als Single ausgekoppelt wurde.

## Hintergrund
Das zweite Album von Dire Straits setzte da an, wo ihr Debütalbum Dire Straits aufgehört hatte. Nur wenige Monate später herausgegeben, konnte es kommerziell an den großen Erfolg anknüpfen. Von den Kritikern wurde es jedoch weitaus schlechter beurteilt, da das Songmaterial als uninspiriert angesehen wurde und man einen musikalischen Stillstand bis hin zum Selbstplagiat konstatierte. Nach den Aufnahmen verließ David Knopfler die Band, da er mit der Entwicklung unzufrieden war. Im Jahr 2000 wurde Communiqué zusammen mit den anderen Alben der Band als remasterte Version neu veröffentlicht.

## Trivia
Das Lied Once Upon a Time in the West war in der DDR angeblich verboten, „weil die Behörden dachten, der Titel bedeute: Irgendwann werden wir alle zum Westen gehören.“ Es wurde neben Lady Writer und Single-Handed Sailor bereits vor Veröffentlichung des Albums am 16. Februar 1979 im Rockpalast in Köln von der Band gespielt.

## Titelliste
1. Once Upon a Time in the West (Mark Knopfler) – 5:25
2. News (Mark Knopfler) – 4:14
3. Where Do You Think You’re Going? (Mark Knopfler) – 3:49
4. Communiqué (Mark Knopfler) – 5:49
5. Lady Writer (Mark Knopfler) – 3:45
6. Angel of Mercy (Mark Knopfler) – 4:36
7. Portobello Belle (Mark Knopfler) – 4:29
8. Single-Handed Sailor (Mark Knopfler) – 4:42
9. Follow Me Home (Mark Knopfler) – 5:50

## Weitere Mitwirkende
- Produktion: Barry Beckett, Jerry Wexler
- Engineer: Jack Nuber
- Mixing: Gregg Hamm
- Mastering: Bobby Hata
- Mastering Supervisor: Paul Wexler
- Remastering: Bob Ludwig
- Project Coordinator: Jo Motta
- Series Concept: Gregg Geller
- Art Direction: Alan Schmidt
- Illustrationen: Geoff Halpin

## Singleauskopplungen
| Jahr | Titel                        | Höchstplatzierung, Gesamtwochen, AuszeichnungChartplatzierungen (Jahr, Titel, , Platzierungen, Wochen, Auszeichnungen, Anmerkungen) | Höchstplatzierung, Gesamtwochen, AuszeichnungChartplatzierungen (Jahr, Titel, , Platzierungen, Wochen, Auszeichnungen, Anmerkungen) | Anmerkungen                                            |
| Jahr | Titel                        | UK | US | Anmerkungen                                            |
| ---- | ---------------------------- | --- | --- | ------------------------------------------------------ |
| 1979 | Lady Writer                  | UK51 (6 Wo.)UK | US45 (7 Wo.)US | Erstveröffentlichung: 13. Juli 1979 Verkäufe: + 30.000 |
| 1979 | Once Upon a Time in the West | — | — | Erstveröffentlichung: September 1979                   |

## Kommerzieller Erfolg

### Chartplatzierungen
| ChartsChartplatzierungen       | Höchstplatzierung | Wochen/ Monate |
| ------------------------------ | ----------------- | -------------- |
| Deutschland (GfK)              | 1 (45 Wo.)        | 45 Wo.         |
| Österreich (Ö3)                | 7 (4,5 Mt.)       | 4,5 Mt.        |
| Vereinigte Staaten (Billboard) | 11 (19 Wo.)       | 19 Wo.         |
| Vereinigtes Königreich (OCC)   | 5 (32 Wo.)        | 32 Wo.         |

| ChartsJahrescharts (1979) | Platzierung |
| ------------------------- | ----------- |
| Deutschland (GfK)         | 15          |
| Österreich (Ö3)           | 15          |

### Auszeichnungen für Musikverkäufe
| Land/Region                  | Auszeichnungen für Musikverkäufe (Land/Region, Auszeichnung, Verkäufe) | Verkäufe  |
| ---------------------------- | ---------------------------------------------------------------------- | --------- |
| Brasilien (PMB)              | —                                                                      | 90.000    |
| Deutschland (BVMI)           | Platin                                                                 | 500.000   |
| Finnland (IFPI)              | Gold                                                                   | 25.000    |
| Frankreich (SNEP)            | 2× Platin                                                              | 600.000   |
| Italien (FIMI)               | Gold                                                                   | 25.000    |
| Kanada (MC)                  | 2× Platin                                                              | 200.000   |
| Neuseeland (RMNZ)            | 4× Platin                                                              | 80.000    |
| Niederlande (NVPI)           | Platin                                                                 | 217.080   |
| Österreich (IFPI)            | Gold                                                                   | 25.000    |
| Schweden (IFPI)              | Gold                                                                   | 50.000    |
| Schweiz (IFPI)               | 3× Platin                                                              | 150.000   |
| Spanien (Promusicae)         | Platin                                                                 | 100.000   |
| Vereinigte Staaten (RIAA)    | Gold                                                                   | 500.000   |
| Vereinigtes Königreich (BPI) | Platin                                                                 | 300.000   |
| Insgesamt                    | 5× Gold · 15× Platin ·                                                 | 2.562.080 |

Hauptartikel: Dire Straits/Auszeichnungen für Musikverkäufe